# Neoalpakesa poae
Neoalpakesa poae är en svampart som beskrevs av Punith. 1981. Neoalpakesa poae ingår i släktet Neoalpakesa, divisionen sporsäcksvampar och riket svampar.   Inga underarter finns listade i Catalogue of Life.